# Carla Ossa
Carla Ossa (* 1985 in Kolumbien) ist ein kolumbianisches Fotomodell.
Die 1,79 Meter messende Carla Ossa wurde von verschiedenen Agenturen vertreten, etwa MC2 Model Management, Informa Models in Medellín und The Source Models. Sie war auf zahlreichen Magazincovern abgebildet, darunter Veintitantos, Freundin und Für Sie.
Carla Ossa machte außerdem Werbung für die Modelabels bzw. Bekleidungsfirmen Cubavera, Lew Magram, Metrostyle, Alloy, Venus Swimwear, sowie  den Mode-Discounter Bonprix.